# 小双花金丝桃
小双花金丝桃（学名：Hypericum geminiflorum sp. simplicistylum）为藤黄科金丝桃属下的一个亚种。

## 扩展阅读
- 維基物種上的相關：小双花金丝桃